# Dii Consentes

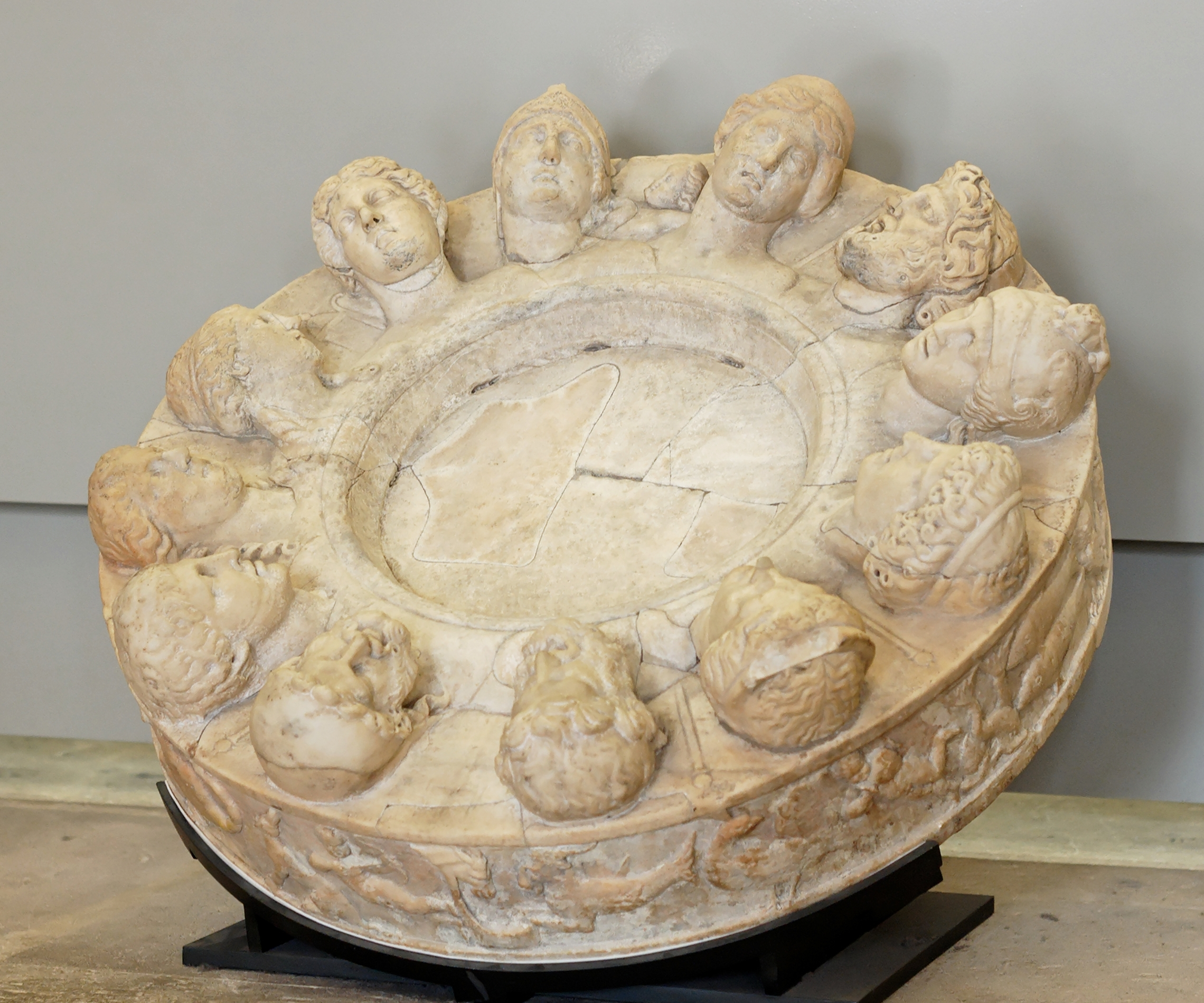
Oltář se zobrazením Dii Consentes, 1. století př. n. l.

Dii Consentes byla ve starověkém římském náboženství skupina dvanácti hlavních božstev, šesti bohů a šesti bohyň sdružených v páry. Jejich pozlacené sochy stály na Foru Romanu, později pro ně bylo postaveno Porticus Deorum Consentium.
Jejich výčet se poprvé objevuje na sklonku 3. století př. n. l. u básníka Ennia v této podobě:
Juno, Vesta, Minerva, Ceres, Diana, Venuše,
Mars, Merkur, Jupiter, Neptun, Vulkán, Apollo
Pořadí jmen je v tomto případě pravděpodobně výsledkem metrických důvod. Titus Livius tyto bohy na přelomu letopočtu sdružil do následujících párů
- Jupiter-Juno
- Neptun-Minerva
- Mars-Venuše
- Apollo-Diana
- Vulkán-Vesta
- Merkur-Ceres

Těchto dvanáct božstev odpovídá tradičnímu složení řeckých dvanácti Olympanů, přes některé rozdíly ve funkci a postavení ztotožněných římských božstev. Odlišuje se však párováním, například řecký Poseidón byl tradičně spojován s Démétér, zatímco v římském případě spolu Neptun a Ceres pár netvoří. K olympské dvanáctce byl také někdy počítán Dionýsos, uvedený namísto Hestie-Vesty.